# رودريك بوي
رودريك بوي (بالإنجليزية: Roderick Bowe)‏ هو ضابط بحري باهاماسي، ولد في 22 يناير 1961 في بروفيدانس الجديدة في باهاماس.